# Епархия Боака
Епархия Боака (лат. Dioecesis Boacensis) — епархия Римско-Католической церкви с центром в городе Боак, Филиппины. Епархия Боака входит в митрополию Липы. Кафедральным собором епархии Боака является церковь Непорочного Зачатия Пресвятой Девы Марии

## История
25 апреля 1977а Римский папа Павел VI выпустил буллу Cum tempora, которой учредил епархию Боака, выделив её из епархий Лусены.

## Ординарии епархии
- епископ Rafael Montiano Lim (1978—1998)
- епископ José Francisco Oliveros (2000—2004)
- епископ Reynaldo Gonda Evangelista (2004 — 8.04.2013), назначен епископом Имуса
- епископ Марселино Антонио Маралит (с 31.12.2014)

## Источник
- Annuario Pontificio, Ватикан, 2007
- Булла Cum tempora, AAS 70 (1978), стр. 5  (лат.)